# 佐藤源蔵 (貴族院議員)
佐藤 源蔵（さとう げんぞう、1857年11月20日（安政4年10月4日）- 1937年（昭和12年）1月16日）は、明治から昭和時代前期の政治家、銀行家。貴族院多額納税者議員。

## 経歴
陸奥国津軽郡畑中村に生まれる。 貴族院多額納税者議員選挙の互選資格を持つ大地主 佐藤治郎左衛門の長男。
その後、1889年（明治22年）の 町村制施行とともに田舎館村収入役に就任し、2期務める。1905年（明治38年）佐藤、田沢周助(田沢吉郎の父)、宮舘貞吉の提唱により信用組合を創立し、組合長に就任。衆議院議員の加藤宇兵衛や宇野清左衛門と共に、黒石銀行取締役や津軽銀行取締役などを歴任し、県内での銀行の普及に努めた。
又、1911年（明治44年）の第4回貴族院多額納税者議員選挙に立憲国民党から出馬し、立憲政友会の宇野清左衛門を破り当選し、同年9月29日、議員に就任。又、議員としては1932年の青森港拡張工事実現に向けて尽力し、衆議院議員竹内清明による立憲国民党青森県支部の解散により議員を1913年（大正2年）10月23日に辞任した。その後、立憲政友会青森政友倶楽部顧問、陸奥銀行取締役、八十八銀行取締役、立誠銀行取締役を務めた。

## 親族
- 妻: ムラ (元治元年、父は浪岡氏支流、戸長水木忠助、母は白鳥ふみ、母方祖父は士族 白鳥英茂)[7]
- 二女 :リヱ ( 明治36年生まれ、弘南鉄道評議員清藤盛治妻、義兄に青森銀行頭取高谷英城、盛融貯金株式会社取締役 竹内寅次郎)
- 孫 : 佐藤源司 (陸奥銀行監査役、丸イ合資会社代表取締役)
- 曾孫：佐藤隆司（政治家）[4]
- 二女の岳父: 清藤辨吉 (清藤家25代当主、尾上銀行頭取)
- 二女の義祖父 : 清藤盛美 ( 清藤家24代当主、尾上銀行頭取、別邸に盛美園)
- 三男の岳父 : 佐藤仁兵衛 (丸イ合資会社代表取締役)
- 五男の岳父 :竹内富三郎 (木造町助役)
- 妻の従兄弟の父:杉山成知(弘前藩権大参事)